# U-18-Fußball-Europameisterschaft der Frauen 2000
Die 3. U-18-Fußball-Europameisterschaft der Frauen wurde in der Zeit vom 27. Juli bis 4. August 2000 in Frankreich ausgetragen. Deutschland gewann das Turnier durch einen 4:2-Sieg über Spanien. Für Deutschland war es der erste Turniersieg. Titelverteidiger Schweden wurde Dritter, Österreich und die Schweiz konnten sich nicht qualifizieren. Spielberechtigt waren Spielerinnen, die am 1. Januar 1982 oder später geboren wurden.

## Modus
Die vier qualifizierten Mannschaften spielen zunächst eine Vorrunde in einem Jeder-gegen-jeden-Turnier. Die zwei punktbesten Mannschaften spielen im anschließenden Finale um den Titel.

## Austragungsorte
Die Endrunde wurde in Boulogne-sur-Mer und Le Touquet ausgetragen.

## Vorrunde
| Pl. | Land        | Sp. | S | U | N | Tore    | Diff. | Punkte |
| --- | ----------- | --- | - | - | - | ------- | ----- | ------ |
| 1.  | Deutschland | 3   | 2 | 1 | 0 | 005:100 | +4    | 07     |
| 2.  | Spanien     | 3   | 2 | 0 | 1 | 007:500 | +2    | 06     |
| 3.  | Schweden    | 3   | 1 | 1 | 1 | 003:400 | −1    | 04     |
| 4.  | Frankreich  | 3   | 0 | 0 | 3 | 004:900 | −5    | 0      |

|                                    |   |            |     |
| 27. Juli 2000 in Boulogne-sur-Mer  |   |            |     |
| Schweden                           | – | Frankreich | 2:1 |
| Deutschland                        | – | Spanien    | 2:0 |
| 29. Juli 2000 in Le Touquet        |   |            |     |
| Spanien                            | – | Schweden   | 3:1 |
| Deutschland                        | – | Frankreich | 3:1 |
| 1. August 2000 in Le Touquet       |   |            |     |
| Deutschland                        | – | Schweden   | 0:0 |
| 1. August 2000 in Boulogne-sur-Mer |   |            |     |
| Spanien                            | – | Frankreich | 4:2 |

## Finale
|                                                             |   |         |           |
| 4. August 2000 in Boulogne-sur-Mer (Stade de la Libération) |   |         |           |
| Deutschland                                                 | – | Spanien | 4:2 (2:1) |

Deutschland spielte im Finale in folgender Aufstellung:
Ursula Holl – Mira Krummenauer, Bianca Rech, Stefanie Becker, Felicia Notbom – Verena Hagedorn, Katrin Kliehm (Sabine Färber), Marion Wilmes (Sarah Günther), Petra Wimbersky, Christa Schäpertöns, Jennifer Meier. Die Tore für Deutschland erzielten Meier (13., 90.), Wilmes (31.) und Färber (79.), für Spanien traf  del Rio doppelt (45., 90.).